# Дарре, Жанна Мари
Жанна Мари Дарре (фр. Jeanne-Marie Darré; 30 июля 1905, Живе, департамент Арденны — 26 января 1999, Пор-Марли, департамент Ивелин) — французская пианистка.
Окончила Парижскую консерваторию (1919), ученица Изидора Филиппа и Маргерит Лонг. Дебютировала в 14-летнем возрасте, в 16 лет сделала первые записи, в 21 год исполнила (с Оркестром Ламурё под управлением Поля Паре) все пять фортепианных концертов Камиля Сен-Санса за один вечер (в дальнейшем Дарре повторила эту программу несколько раз, записала её в 1955 году с дирижёром Луи Фурестье и вообще была известна под иронически-почтительным прозвищем «мадам Сен-Санс»). Выступала преимущественно в Европе, впервые посетив США лишь в 1962 г. (концерт в Карнеги-холле с Бостонским симфоническим оркестром под управлением Шарля Мюнша).
Значительную часть репертуара Дарре занимала французская музыка, по поводу исполнения которой её зачастую в юные годы консультировали сами авторы — в том числе Сен-Санс, Габриэль Форе, Морис Равель; кроме того, в отношении произведений излюбленного ею Ференца Листа Дарре консультировалась с его учеником Иштваном Томаном. Среди её записей помимо концертов Сен-Санса большим успехом пользовались Симфония на тему песни французского горца Венсана д’Энди (с Оркестром Ламурё под управлением Луи Альбера Вольфа, 1931), произведения Листа и Фридерика Шопена.
Профессор Парижской консерватории в 1958—1975 гг., на протяжении многих лет вела также летние мастер-классы в Ницце.